# 哈德遜鎮區 (印地安納州拉波特縣)
哈德遜鎮區（英語：Hudson Township）是位於美國印地安納州拉波特縣的一個行政鎮區。

## 地方資料
根據2010年美國人口普查的數據，哈德遜鎮區的面積為35.30平方千米，當中陸地面積為33.00平方千米，而水域面積為2.30平方千米。當地共有人口1883人，而人口密度為每平方千米53.34人。